# Охотники за привидениями: Наследники
«Охотники за привидениями: Наследники» (англ. Ghostbusters: Afterlife, дословно — «Охотники за привидениями: Загробная жизнь») — американский фантастический комедийный фильм 2021 года режиссёра Джейсона Райтмана по сценарию Райтмана и Гила Кинана. Продолжение фильмов «Охотники за привидениями» и «Охотники за привидениями 2». Посмертно фильм посвящён Гарольду Рамису.
Действие происходит спустя 30 лет после событий второго фильма. По сюжету семья переезжает в маленький город, где обнаруживает свою связь с оригинальными Охотниками за привидениями и тайным наследием дедушки.
Третий фильм находился на этапе разработки со времён «Охотников за привидениями 2». После отказа Мюррея участвовать в проекте и смерти Гарольда Рамиса в 2014 году Sony объявила перезапуск. После того, как фильм потерпел неудачу в прокате, Райтман начал разрабатывать прямое продолжение оригинальных фильмов. Новые участники актёрского состава были объявлены к июлю 2019 года, а оригинальный актёрский состав подписался через два месяца. Съёмки фильма проходили с июля по октябрь 2019 года. Фильм посвящен Рамису и исполнительному продюсеру Тому Поллоку (умершему вскоре после его завершения), и память первого отмечается перед заключительными титрами. Это был последний фильм, в котором участвовал режиссёр франшизы Айван Райтман (в дополнение работы продюсера, он играл роль призрака, заменяя персонажа Игона Спенглера) перед своей смертью 12 февраля 2022 года.
«Охотники за привидениями: Наследники» должны были выйти в прокат в США 10 июля 2020 года, но премьера была перенесена на 19 ноября 2021 года из-за пандемии COVID-19. Фильм вышел в прокат в США 19 ноября 2021 года, в России — 2 декабря.
В марте 2024 года в прокат вышло продолжение, получившее название «Охотники за привидениями: Леденящий ужас».

## Сюжет
Келли Спенглер с сыном Тревором и дочерью Фиби выселяют из дома за неуплату и она вынуждена переехать в городок Саммервиль (штат Оклахома) и поселиться в заброшенном доме (ферме) её отца Игона Спенглера. Сам Игон переехал сюда 32 года назад, когда после событий в Нью-Йорке команда Охотников за привидениями распалась из-за спада сверхъестественной активности в городе и потери заказов, для экспериментов в паранормальной сфере. Он поймал некое сверхъестественное существо на руднике Иво Шандора, после чего умер от сердечного приступа примерно за неделю до основных событий фильма. Дети, Тревор и Фиби, недовольны переездом в глухую провинцию, но вынуждены привыкать. В это же время Тревор знакомится с местной девушкой Лаки и устраивается на работу в закусочную. Между тем в городке неспокойно, часто бывают подземные толчки, которые все считают обычными землетрясениями.
Фиби, разбирая старый скарб в доме, обнаруживает индикатор сверхъестественной активности и затем ловушку для призраков. Девочка находит книгу, в которой описано возможное второе пришествие Гозера, шумерского божества (фигурировал в первом фильме). Она показывает ловушку своему новому другу по прозвищу Подкаст и учителю в летней школе Гэри Груберсону, который в 1980-х был одержим историей охотников за привидениями. Втроём они решают открыть ловушку, подают на неё напряжение, и на свободу вырывается какое-то существо.
Между тем Тревор и Лаки отправляются с ребятами на загородную прогулку. На заброшенном руднике Шандора они замечают активность призраков. Вернувшись, Тревор раскапывает в гараже автомобиль Ecto-1, принадлежавший Охотникам. Средство передвижения оказывается на ходу.
В это же время Фиби находит в тайном помещении дома лабораторию, оборудование и протонные ранцы Охотников. Фиби приводит ранец в рабочее состояние и отправляется ловить выбравшегося на свободу призрака Жевуна, поедающего металл. Троица героев забирается в Ecto-1 и гоняется по Саммервилю за призраком, по пути нанося ущерб городской собственности. Полиция задерживает героев и конфискует снаряжение Охотников.
Воспользовавшись правом звонка, Фиби сообщает Рэю Стэнцу, телефон которого нашла в видеозаписи рекламы Охотников, что задержана. Рэй, в свою очередь, сообщил Фиби о том, что стало с Охотниками за привидениями, как Игон украл их оборудование и переехал в Саммервиль. Он также посоветовал Фиби не гоняться за призраками. Келли и Гэри освобождают детей. Тревор, Фиби, Лаки и Подкаст направляются к руднику, где находят храм, посвящённый Гозеру, который также служит вратами между измерениями. Они также находят тело Иво Шандора и устройство со скрещёнными протонными излучателями, построенное Игоном для сдерживания вторжений Гозера, чьи попытки выбраться из портала и вызывают землетрясения.
Тем временем, в городе резко возрастает паранормальная активность. Гэри Груберсон и Келли оказываются во власти нечистой силы — Винца Клорто и Зуула. Тем самым они становятся Ключником и Привратником, которые встречают восставшего Гозера, появившегося из портала в районе рудника после того, как Груберсон под влиянием Винца Клорто уничтожил устройство сдерживания Игона. Взяв комбинезоны Охотников с оборудованием, ребята на эктомобиле прибывают на рудник и, благодаря выдумке Подкаста, захватывают Зуула в ловушку для призраков, освобождая Келли. Затем они выманивают Гозера к ферме Спенглера, где собираются атаковать божество. Однако ловушка снова даёт сбой из-за активности маленьких зефирных человечков, а Гозер освобождает Зуула. Зуул вселяется в Лаки, и Гозер вновь восстанавливается.
Из-за того, что оборудование частично было выведено из строя нечистой силой, скрестить лучи протонных ранцев не получается. Метод, которым остановили Гозера в 1984 году, также не сработал. Когда Гозер уже почти одержал верх, на помощь главным героям приходят: Рэй Стэнц, Питер Венкман и Уинстон Зеддмор. К ним на помощь также приходит призрак Игона Спенглера, который помогает Фиби. После того как Тревор зарядил конденсаторы ловушки потоком протонов, который запустил большое количество ловушек на ферме, герои одерживают победу. Гэри Груберсон и Лаки освобождены. Игон примиряется со своей семьёй и друзьями, после чего уходит в загробный мир. Охотники победно возвращаются в Нью-Йорк вместе со своим оборудованием и эктомобилем.
В сцене после титров Питер и Дана Баррет обыгрывают открывающую сцену первого фильма с тестом картами Зенера и электрошоком. Во второй сцене Уинстон с Джанин Мелниц обсуждают планы с будущим Охотников за привидениями, показывая, что Зеддмор использовал свои денежные средства для поддержания пожарной части Охотников за привидениями, выкупив его у «Starbucks». В это же время на эктохранилище в пожарном депо мигает предупреждающая лампочка.

## В ролях
| Актёр            | Роль                               |
| ---------------- | ---------------------------------- |
| Маккенна Грейс   | Фиби Спенглер                      |
| Финн Вулфхард    | Тревор Спенглер                    |
| Кэрри Кун        | Келли Спенглер мама Фиби и Тревора |
| Пол Радд         | мистер Гэри Груберсон              |
| Логан Ким        | «Подкаст» одноклассник Фиби        |
| Селеста О'Коннор | Лаки Доминго подруга Тревора       |
| Билл Мюррей      | Питер Венкман                      |
| Дэн Эйкройд      | Рэймонд «Рэй» Стэнц                |
| Эрни Хадсон      | Уинстон Зеддмор                    |
| Сигурни Уивер    | Дана Баррет                        |
| Энни Поттс       | Джанин Мелниц                      |
| Оливер Купер     | Элтон                              |
| Букем Вудбайн    | Шериф Доминго                      |
| Марлон Казади    | Толстошей                          |
| Сидней Мэй Диас  | Суэйзи                             |
| Трейси Леттс     | Джек                               |
| Джош Гэд         | Жевун (голос)                      |
| Джей Кей Симмонс | Иво Шандор                         |
| Оливия Уайлд     | Гозер Гозериан                     |

Гарольд Рамис, который умер 24 февраля 2014 года, появляется в образе доктора Игона Спенглера в архивных клипах и фотографиях, взятых из двух оригинальных фильмов. Айван Райтман и Боб Гантон выступили в роли дублёров по захвату движения с наложенным образом Рамиса.

## Производство
Маккенна Грейс, Финн Вулфхард и Кэрри Кун были объявлены в марте 2019 года как сестра и брат с матерью-одиночкой. Райтман описал Грейс как заядлого поклонника серии, что идеально подходит для его подростковой концепции Ghostbuster. 27 июня 2019 года Пол Радд присоединяется к актёрскому составу. 8 июля 2019 года стало известно, что Селеста О’Коннор и Логан Ким были присоединены к актёрскому составу.
После смерти Гарольда Рамиса 24 февраля 2014 года Sony Pictures заявила, что Рамис появится в фильме в качестве камео. Из-за необходимости доработки сценария после смерти Рамиса, проект был отложен.
Новый фильм, связанный с двумя оригинальными фильмами, под предварительным названием «Охотники за привидениями 3», был анонсирован в январе 2019 года. Джейсон Райтман, сын Айвана Райтмана, был объявлен режиссёром фильма. Сценарий был написал совместно с Гилом Кинаном, в то время как Айван Райтман будет продюсером фильма.
Было подтверждено, что Билл Мюррей, Дэн Эйкройд, Эрни Хадсон, Сигурни Уивер и Энни Поттс повторят свои роли из первых двух фильмов.
Основные съёмки начались 12 июля 2019 года в Калгари под кодовым названием "Ржавый город" и продлились до октября. Натурные съёмки проходили в близлежащих населенных пунктах, таких как Кроссфилд, Бейсекер, Драмхеллер и Форт Маклауд (сцена погони за Манчером) в июле и августе. Были также использованы другие места по всей Альберте. Съёмки были завершены через 68 дней 18 октября.

## Прокат
Планировалось, что в России «Охотники за привидениями: Наследники» выйдут в прокат 9 июля 2020 года, в США — 10 июля. Однако в связи с пандемией коронавируса релиз фильма был перенесён на 5 марта 2021 года. 21 октября Sony снова перенесла выход фильма на 11 июня, а затем в январе перенесла его на 11 ноября 2021 года. В сентябре 2021 года фильм снова был перенесён на 19 ноября.
23 августа 2021 года состоялся закрытый спецпоказ фильма в рамках мероприятия CinemaCon в Лас-Вегасе. Также был проведён неожиданный закрытый спецпоказ фильма для поклонников на Comic Con в Нью-Йорке.
После театрального показа фильм был выпущен в цифровом формате 4 января 2022 года в Северной Америке. Фильм был самым продаваемым фильмом на VUDU. Фильм был выпущен на DVD, Blu-ray и 4K 1 февраля 2022 года.

## Отзывы и оценки
Фильм получил в целом положительные отзывы критиков, с похвалой за игру актеров, режиссуру Райтмана, ностальгический тон и дань уважения Рамису, причем критика в основном касалась его сценария и фан-сервиса: по подсчётам Rotten Tomatoes, 63 % рецензий было положительным (из 279), а вот по подсчётам Metacritic, оценка фильма критиками составила всего 45 из 100 (на основе 47 рецензий); при этом оценка пользователей в обоих случаях была существенно выше: 96 и 77 соответственно. Rotten Tomatoes так суммирует мнения критиков: «"Охотники за привидениями: Наследники" скрещивают лучи возрождения франшизы и опытов с ностальгией — и на сей раз от охоты в основном хорошие ощущения».
В российской прессе фильм получил более положительные оценки. Некоторые издания, например «Мир фантастики», «Чемпионат.com», Lifehacker даже включили его в свои списки лучших фильмов 2021 года.

## Сиквел
Мировая премьера сиквела состоялась 14 марта 2024 года. Маккенна Грейс повторила свою роль.
В декабре 2022 года Гил Кинан сменил Райтмана на посту режиссёра. Основные съёмки начались в Лондоне 20 марта 2023 года под кодовым названием «Пожарная часть» и завершились 23 июня.

## Ссылка
- Международный трейлер в дубляже на YouTube
- Обзор и критика фильма Архивная копия от 1 декабря 2021 на Wayback Machine сайт Роджера Эберта